# محمد فوزي (لاعب كرة قدم مواليد 1990)
محمد فوزي (مواليد 22 فبراير 1990) لاعب كرة قدم إماراتي يلعب حالياً مع النادي العربي و لعب سابقاً مع منتخب الإمارات العربية المتحدة في مركز الظهير الأيمن.

## مسيرة اللاعب
لعب لأندية اتحاد كلباء والأهلي و بني ياس و العين و النصر و العربي.

## روابط خارجية
- محمد فوزي على موقع الاتحاد الدولي (مؤرشف)  (الإنجليزية)
- محمد فوزي على موقع إي إس بي إن إف سي (الإنجليزية)
- محمد فوزي على موقع ناشيونال فوتبول تيمز (الإنجليزية)
- محمد فوزي على موقع Soccerway.com (الإنجليزية)
- محمد فوزي على موقع كووورة
- محمد فوزي على موقع أوليمبيديا (الإنجليزية)